# Schwenckia micrantha
Schwenckia micrantha är en potatisväxtart som beskrevs av George Bentham. Schwenckia micrantha ingår i släktet Schwenckia och familjen potatisväxter. Inga underarter finns listade i Catalogue of Life.